# Prix Yunus-Nadi
Les prix Yunus Nadi sont un ensemble de prix littéraires turcs, créés en l'honneur de Yunus Nadi Abalıoğlu, auteur et journaliste fondateur de Cumhuriyet.

## Prix décernés
Les prix couvrent différents genres littéraires :
- le prix du roman (Roman Ödülü ;
- le prix de la nouvelle (Öykü Ödülü) ;
- le prix de la poésie (Şiir Ödülü) ;
- le prix de la caricature (Karikatür Ödüllü) ;
- le prix de la recherche en sciences sociales (Sosyal Bilimler Araştırması Ödülü) ;
- le prix de la photographie (Fotoğraf Ödülü) ;
- le prix du scénario (Senaryo Ödülü).

## Récipiendaires

### Prix de la nouvelle
- 1977 : Hulki Aktunç pour Gidenler Dönmeyenler.
- 2012 : Seray Şahiner pour À l'attention des dames.